# Behavioral and Brain Sciences
Behavioral and Brain Sciences è una rivista scientifica, sottoposta a peer-review, di Open Peer Commentary fondata nel 1978 da Stevan Harnad e pubblicata dalla Cambridge University Press. È modellata sulla rivista Current Anthropology (fondata nel 1959 dall'antropologo dell'Università di Chicago, Sol Tax).
La rivista pubblica "articoli target" seguiti da 10-30 o più commenti tra pari e la risposta degli autori dell'articolo target. La rivista copre tutte le aree delle scienze bio-comportamentali e cognitive (psicologia, neuroscienze, biologia comportamentale, scienze cognitive, intelligenza artificiale, linguistica, filosofia) e gli articoli sono giudicati da quattro o più referee per essere di importanza sufficiente e portata interdisciplinare da meritare un Open Peer Commentary. Il volume 1 è apparso nel 1978 e le edizioni sono apparse trimestrali; quando la sua popolarità è cresciuta, è passata a un programma bimestrale nel 1997.
Secondo il Journal Citation Reports, la rivista ha un impact factor al 2014 pari a 20,771, classificandosi 2º su 51 riviste nella categoria "Scienze comportamentali", 3° su 252 riviste nella categoria "Neuroscienze", e prima di 14 riviste nella categoria "Psicologia, Biologica", oltre a essere al terzo posto in classifica tra le 3214 riviste indicizzate nell'Indice delle Scienze Sociali.